# São Paio de Mondego
São Paio do Mondego ist eine Ortschaft und ehemalige Gemeinde in Portugal. Bis 1985 hieß sie São Paio de Farinha Podre.

## Verwaltung
São Paio do Mondego war eine Gemeinde (Freguesia) im Kreis (Concelho) von Penacova. Am 30. Juni 2011 hatte die Gemeinde 215 Einwohner auf einer Fläche von 9,8 km².
Die Gemeinde bestand aus folgenden Ortschaften:
- Estrela de Alva
- Ermidas
- Vale das Ermidas
- Vale das Casas
- Forno
- Gândara de Cima
- São Paio do Mondego
- Vale de Açores
- Vale da Pedra
- Pereiro
- Ribeira de São Paio

Im Zuge der kommunalen Neuordnung Portugals am 29. September 2013 wurde die Gemeinde São Paio de Mondego mit São Pedro de Alva zur neuen Gemeinde União das Freguesias de São Pedro de Alva e São Paio de Mondego zusammengeschlossen. Sitz der neuen Gemeinde wurde São Pedro de Alva.